# Ceracis laticornis
Ceracis laticornis es una especie de coleóptero de la familia Ciidae.

## Distribución geográfica
Habita en la isla antillana de Guadalupe.